# Aulastomatomorpha phospherops
Aulastomatomorpha phospherops är en fiskart som beskrevs av Alcock, 1890. Aulastomatomorpha phospherops ingår i släktet Aulastomatomorpha och familjen Alepocephalidae. Inga underarter finns listade.